# 孫榮仁
孫榮仁（1514年—？），字惟善，河南開封府鄭州人，民籍，明朝政治人物。同進士出身。

## 生平
嘉靖二十五年（1546年）丙午科河南鄉試第三名，嘉靖二十九年（1550年）庚戌科進士。嘉靖三十年（1551年）官直隸任丘縣知縣。

## 家族
曾祖孫祥；祖父孫玘；父孫道。母張氏。永感下。弟安仁、依仁。